# Никонов, Николай Григорьевич
Никола́й Григо́рьевич Ни́конов (10 декабря 1930, Свердловск — 11 июня 2003, Екатеринбург) — советский и российский писатель. Член правления Союза писателей России, ответственный секретарь Екатеринбургской организации союза писателей с 1988 года. Заслуженный работник культуры РФ (1992).

## Биография
Родился в Свердловске в Мельковской слободе в семье бухгалтера и учительницы. В 1951 году окончил историко-филологический факультет Свердловского педагогического института. С 1954 по 1960 год работал преподавателем в военном училище, в 1963—1968 годах — учителем и затем директором школы рабочей молодёжи.
С 1968 года полностью посвятил себя писательскому ремеслу и работе в Союзе писателей СССР. Первая книга для детей «Берёзовый листок» представляла собой собрание сказок, в которых юному читателю говорилось о любви к природе и внимании к мелочам окружающей жизни.
Некоторое время обучался живописи, в 1969 году был слушателем Высших литературных курсов при Литературном институте. Писателя называли «уральским Пришвиным».
Член КПСС с 1958 года, член Союза писателей СССР с 1959 года. Избирался членом ревизионной комиссии СП СССР в 1973—1991 годах. Член правления Союза писателей РСФСР (1968—1991), секретарь правления с 1988 по 1991 год. Член правления Союза писателей России с 1999 года.
Скончался 11 июня 2003 года. Похоронен на Сибирском кладбище.

### Семья
- жена — Антонина Александровна Никонова, учитель русского языка и литературы[1];
  - сын — Николай Николаевич Никонов, офицер Советской Армии, погиб в 1975 году;
  - дочь — Илона Николаевна Попова, преподаватель английского языка[2].

### Детская литература
- Берёзовый листок. — Свердловск, 1955 (сказки для малышей).
- Сказки леса
- Мальчишки. — Свердловск, 1962 (повесть).
- Лесные дни. — М., 1965 (повесть).
- Солнышко в берёзах. — Свердловск, 1965 (повесть).
- Глагол несовершенного вида. — Свердловск, 1969, 1984 (повесть).
- Лунный копр. — М.: Детская литература, 1989.

### Художественная литература
- «Листья»
- «Вкус жизни»
- повести «Кассиопея»
- повесть «Балчуг»
- повесть «Воротник»
- Мой рабочий одиннадцатый. 1975 (повесть о школе рабочей молодёжи)
- След рыси. Поэма в прозе. 1977.
- Певчие птицы. След рыси. Поэма в прозе. — М.: Художественная литература, 1983.
- 1983 — повесть «Старикова гора» (вышла книгой в 1990 году)[6]
- Весталка. Роман. — М.: Современник, 1986.
- Северный запад. — Свердловск: Средне-Уральское издательство, 1987.
- «Размышление на пороге»
- «В поисках вечных истин»
- «Париж стоит мессы»
- «Орнитоптера Ротшильда»
- «Ледниковый период»
- 1995 — роман «Чаша Афродиты»
- Весталка. Чаша Афродиты. Романы. — Екатеринбург: Банк культурной информации, 2000.
- 2000 — роман «Стальные солдаты»

### Научно-популярная литература
- Певчие птицы.
- Созвездие кактусов. — Свердловск, 1978.

## Награды
- медаль «За доблестный труд» (1970)[источник не указан 510 дней];
- орден Дружбы народов (1980)[2]
- медаль «Ветеран труда» (1985)[источник не указан 510 дней];
- заслуженный работник культуры Российской Федерации (27 августа 1992) — за заслуги в области культуры и многолетнюю плодотворную работу[источник не указан 510 дней];
- лауреат премии губернатора Свердловской области (2000)[2].

## Память
- В Екатеринбурге одна из улиц названа именем Николая Никонова[4].